# Araldica

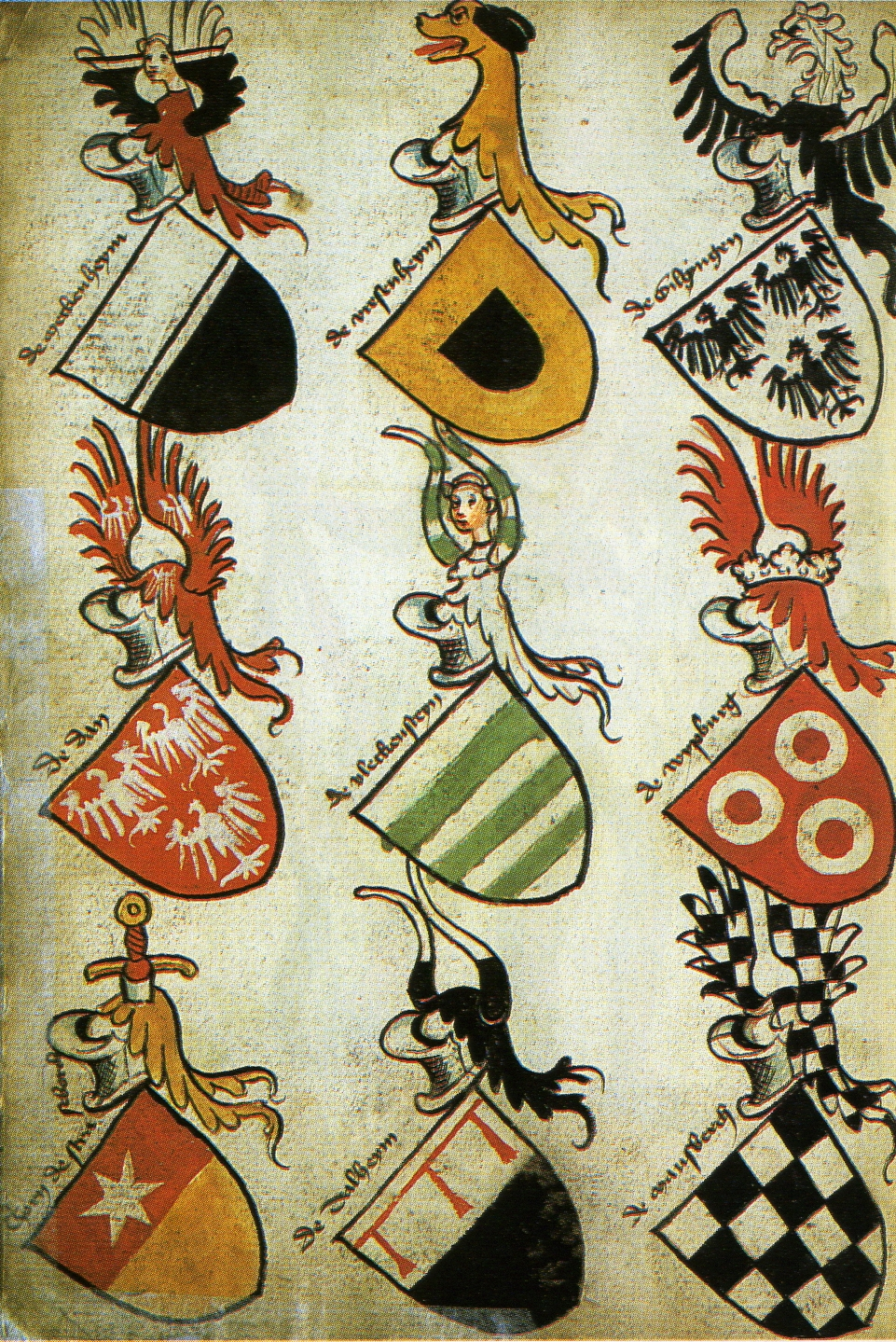
Pagina della Hyghalmen Roll (armoriale), uno dei più ricchi stemmari rinascimentali tedeschi

L'araldica è lo studio dei blasoni, cioè degli stemmi, detti anche armi o scudi, in greco ἀσπίς (aspís), da qui viene il sinonimo aspilogia. In altre parole, è quel settore del sapere che ha lo scopo di individuare, riconoscere, descrivere e catalogare gli elementi grafici utilizzati, nel loro insieme, per identificare in modo certo una persona, una famiglia (v. Armoriale delle famiglie italiane), un gruppo di persone o un'istituzione.

## Storia
L'araldica si è sviluppata nel Medioevo in tutta l'Europa come un sistema coerente di identificazione non solo delle persone, ma anche delle linee di discendenza (in quanto il blasone poteva essere trasmesso in eredità ed esprimere il grado di parentela), il che la rende un sistema unico del suo tempo.
Non esiste una teoria veramente soddisfacente che possa spiegare la nascita e il repentino sviluppo dell'araldica, in tutti i paesi d'Europa. La maggioranza degli studiosi la ritiene apparsa nel XII secolo con la nascita dei tornei, utilizzata dai membri dell'aristocrazia e del clero, ma è stata anche avanzata l'ipotesi che essa sia nata durante le Crociate, quando i cavalieri cristiani avrebbero imitato l'usanza islamica di distinguere i cavalieri per mezzo di emblemi, colori e disegni simbolici applicati sugli abiti e sulle bardature dei cavalli, sugli scudi e sugli stendardi, al fine di riconoscere alleati e avversari. In seguito si sarebbe diffusa a poco a poco in tutta la società occidentale, tanto che anche importanti famiglie ebraiche sentirono il bisogno di dotarsi di uno stemma. Per quanto riguarda l'Italia, la più antica immagine dell'araldica ebraica (1383) si trova in un manoscritto appartenuto a un certo Daniele di Samuele, proveniente da Forlì e oggi al British Museum.

## Definizione
Non rientrano tra gli oggetti di studio dell'araldica le bandiere e i loghi o marchi di natura commerciale o industriale: le prime, perché a esse l'araldica fornisce solo la giustificazione storica e la base concettuale di costruzione, ma poi le abbandona al momento in cui esse vengono rigidamente regolamentate da leggi e decreti che riguardano la loro esatta riproduzione e dimensione; i secondi, perché si tratta di espressioni grafiche rigide, immutabili e specificate nell'unica forma ammessa.
Per chiarire meglio il concetto, basti ricordare, per il primo caso, le discussioni sorte al momento della definizione delle esatte tonalità di colore della bandiera italiana, quando in araldica il termine verde indica genericamente qualunque tono di colore che rientri nella definizione di verde, ma senza specificare un codice cromatico univoco da utilizzare.
Nel secondo caso, si immagini cosa succederebbe se un grafico dovesse riprodurre il logo di un prodotto commerciale senza conoscerlo, ma basandosi esclusivamente su una descrizione orale ridotta all'essenziale; il suo disegno sarebbe, molto probabilmente, alquanto differente dall'originale.
L'araldica invece vuole dare la possibilità a qualunque disegnatore, quale che sia il suo stile o l'epoca e il luogo in cui vive, di produrre un oggetto grafico – il cosiddetto stemma – che contenga tutte le informazioni essenziali per corrispondere senza alcun errore alla stringata descrizione – definita blasonatura – dello stemma stesso. Se il disegno è stato eseguito secondo le regole araldiche, chiunque conosca tali regole è in grado di ricostruire l'esatta descrizione semplicemente guardando il disegno, e viceversa.

## La blasonatura
Se lo scudo, accompagnato dai suoi ornamenti, è la rappresentazione grafica dello stemma, la blasonatura ne è la rappresentazione verbale.
Nata dalla pratica dei tornei, dagli araldi (che daranno il loro nome all'araldica) e dalla necessità di costituire degli annuari affidabili (gli stemmari) con la doppia funzione di raccolta di identità e di deposito di elementi esclusivi, in un'epoca in cui l'illustrazione, soprattutto a colori, è una impresa di grande impegno, la blasonatura si sviluppa in un vero linguaggio, con vocabolario e sintassi, sorprendente per rigore e precisione, che permette di descrivere rapidamente e senza ambiguità i blasoni più complessi.
Poiché l'identificazione araldica si è limitata per molto tempo ai soli elementi rappresentati sullo scudo, la blasonatura si riduce spesso a descrivere solo questo. Gli ornamenti sono diventati importanti solo più tardi, e la blasonatura completa ha avuto il compito di integrarli.
Questa impostazione concettuale deriva dall'origine stessa dell'araldica, il cui nome deriva evidentemente da araldo, cioè da colui che, basandosi esclusivamente sui colori e sui disegni presenti sullo scudo, sulla gualdrappa dei cavalli o sugli stendardi che innalzavano, aveva il compito di riconoscere a distanza i cavalieri coperti da armature metalliche, e occultati anche nel viso.
Bisogna tenere presente che l'araldica si sviluppa in un'epoca di scarsa alfabetizzazione, in cui anche chi sapeva leggere spesso lo faceva con fatica, compitando le lettere.
Perciò non sarebbe stato efficace scrivere il nome o le iniziali del cavaliere sullo stemma, e anzi ciò è vietato dalle regole araldiche.
La possibilità di riconoscere il sempre crescente numero dei segni distintivi individuali – i già citati stemmi – non poteva basarsi sulla disponibilità di costosi e voluminosi stemmari, ma si fondava sulla composizione e divulgazione di descrizioni che fossero costituite dal minimo numero possibile di parole pur mantenendo l'univocità di individuazione. I vari araldi si scambiavano, quindi, le descrizioni – la blasonatura – ricorrendo tutti ad uno stesso insieme di regole capaci di fornire loro il linguaggio comune. Questo è anche il motivo per cui quella parte dell'araldica che si occupa della descrizione degli stemmi è spesso definita come l'arte del blasone. Mentre si chiama araldica in senso stretto lo studio delle genealogie delle famiglie aristocratiche e dei loro titoli nobiliari.
È chiaro che i due sistemi di rappresentare uno stemma sono destinati a due pubblici diversi.
La rappresentazione grafica dello stemma è comprensibile a tutta la popolazione, in gran parte analfabeta.
Invece la blasonatura è diretta soprattutto a una classe di esperti, gli araldi, che non sono solo in grado di leggere, ma conoscono anche il vocabolario tecnico dell'araldica, spesso usato in francese.
Nei paesi e nelle epoche in cui lo stemma ha, o ha avuto, un effettivo valore di elemento univoco di riconoscimento delle persone o delle istituzioni, la concessione di uno stemma e la stesura della relativa blasonatura sono affidate a organi aventi valore legale e garantiti dallo Stato, allo stesso modo in cui sono garantiti dallo Stato i nomi e cognomi che hanno, per tutti, lo stesso valore univoco di riconoscimento.

### In Italia
Nell'Italia repubblicana, ad esempio, lo Stato non garantisce più il sistema araldico individuale e familiare – in quanto lo si ritenne direttamente connesso con i titoli nobiliari, non più riconosciuti legalmente con l'entrata in vigore della Costituzione repubblicana (1º gennaio 1948). In Italia l'organo che si occupa ancora di araldica è sostanzialmente l'Ufficio Araldico presso la Presidenza del Consiglio dei ministri che continua a garantire l'araldica delle istituzioni civili e militari cui è stato concesso uno stemma. Un'istituzione privata, il Corpo della Nobiltà Italiana, si occupa di tutelare i diritti storici dei discendenti legittimi di coloro che erano stati insigniti in passato di un titolo nobiliare (e pertanto anche di uno stemma gentilizio, o di cittadinanza). Esiste inoltre l'Istituto Nazionale del Nastro Azzurro, fondato nel 1923 dal Conte Ettore Viola di Ca' Tasson (pluridecorato al valor militare, più volte deputato del Regno d'Italia e della Repubblica Italiana). Quest'ultima organizzazione, per volontà del re Vittorio Emanuele III, con regio decreto del 17 novembre 1927, è autorizzata a concedere ai decorati al V.M., e con successive modifiche ai loro discendenti e congiunti, uno stemma araldico; essa è riconosciuta con decreto del presidente della Repubblica n. 158 del 10 gennaio 1966, è oggi la quinta Associazione Combattentistica italiana.

## Creazione ed evoluzione del blasone
La creazione dei blasoni benché lasciata all'iniziativa dei loro futuri possessori, si è visto fin dall'inizio, si fornì di regole più o meno stringenti, con lo scopo di rendere l'identificazione efficace: lettura resa facile dall'impiego di colori netti che spiccano gli uni sugli altri, motivi di grande dimensione dai contorni semplificati e facilmente riconoscibili, e soprattutto unicità degli stemmi (spesso non rispettata, per ignoranza più che per volontà di plagio).

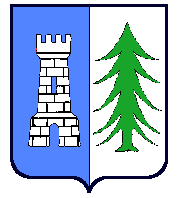
Il «rebus» che costituisce le armi di La Tour-du-Pin, comune dell'Isère.

Questo desiderio di identità si esprime anche nell'utilizzo di simboli, ricordi di fatti notevoli o traduzione di tratti caratteristici legati al possessore (armi alludenti), o anche rappresentazione del patronimico, senza esitare davanti all'approssimazione, perfino il gioco di parole (armi parlanti).
Ma il blasone non è statico e può evolvere in funzione:
- di una alleanza, quando i blasoni degli alleati si riuniscono per formarne uno solo, unione codificata da regole che specificano il tipo di unione[9] (vedi sotto «partizione»);
- di una eredità, che talvolta impone all'erede una modifica (una brisura) del blasone originale in funzione del grado di parentela;
- di una distinzione onorifica accordata da un signore feudale, che dà a un vassallo il diritto di aggiungere sul suo blasone un elemento distintivo tratto dal proprio (un aumento);
- di una diffamazione (arma diffamata o scaricata[10]) quando il blasone originale è stato «disonorato» dal suo possessore o da un suo un antenato e vi sono stati inseriti marchi d'infamia (vedere leone araldico, leone codardo, immaschito vilené etc.).
- di una sostituzione per evitare la scomparsa del blasone di una famiglia che si è estinta.[11][12]

## Libertà del disegno araldico

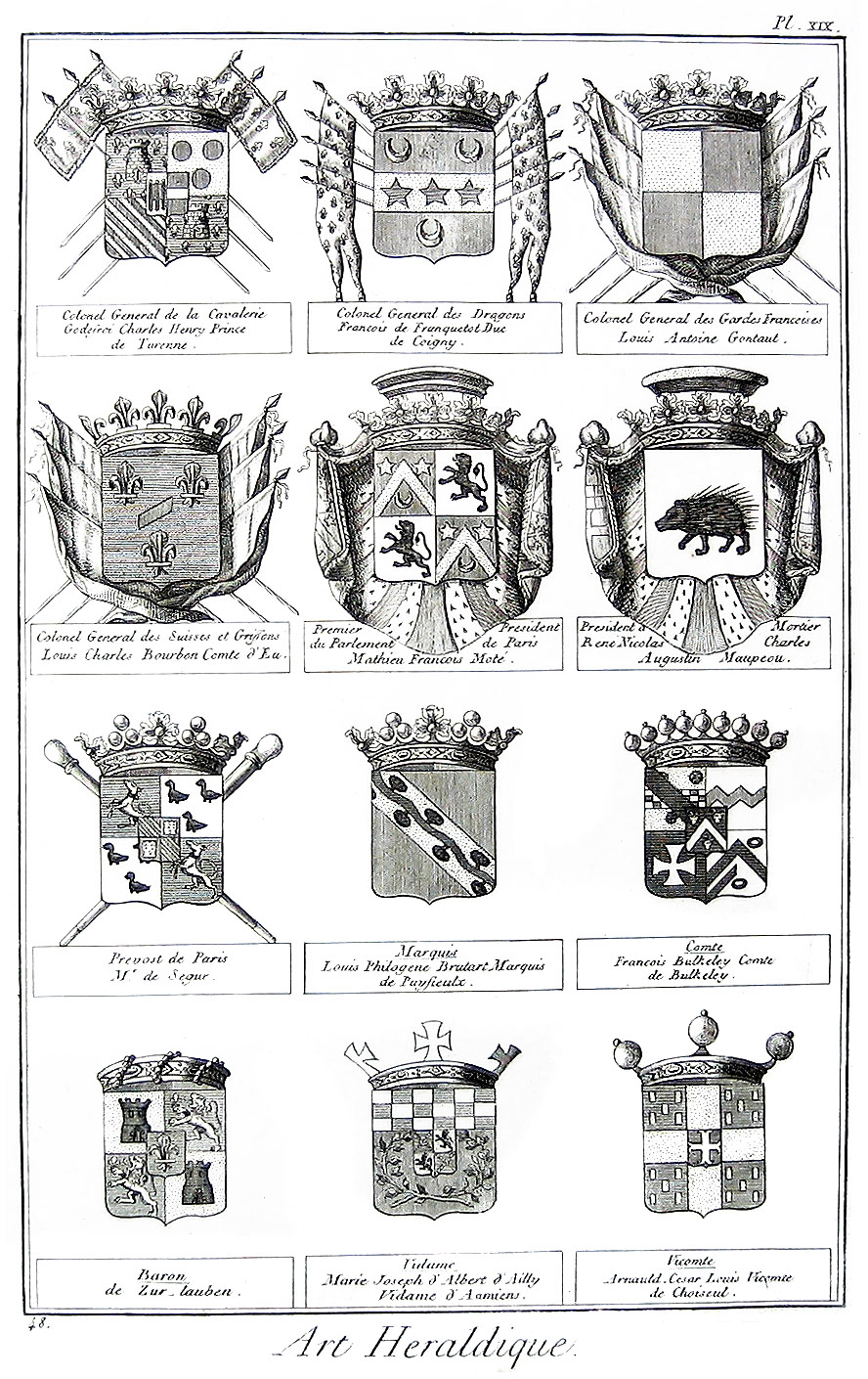
Pl. XIX di Denis Diderot - Parigi, 1776, incisione su rame

L'araldica riconduce tutte le espressioni grafiche che studia alla struttura fondamentale dello stemma che si assume essere la rappresentazione dello scudo utilizzato dai cavalieri medievali. Questo è il motivo per cui in araldica la forma dello scudo è irrilevante ai fini della blasonatura, in quanto lo stemma è sempre lo stesso a prescindere dal tipo di scudo su cui veniva disegnato. Allo stesso modo l'araldica riconosce i colori solo nella loro essenza di colore astratto e non nella singola tonalità che può essere in realtà utilizzata nei vari casi. Ugualmente, infine, non è importante il modo in cui viene disegnata una figura araldica, quale ad esempio un leone, ma la posizione o gli elementi particolari utilizzati come mezzi di identificazione.
Se si parla semplicemente di un leone, quindi, si vuole descrivere un leone rappresentato in posizione rampante, rivolto verso la sinistra dell'osservatore – la destra dello scudo –, con tutte e quattro le zampe visibili e in cui si possano distinguere la lingua, gli artigli delle zampe e la coda. Chiunque può disegnare il leone che vuole, purché rispetti le poche regole suindicate: quello sarà sicuramente un leone araldico e come tale sarà citato nella blasonatura e sarà riconosciuto da tutti.
Le varianti realmente significative, sono allora quelle che in qualche punto modificano la figura originale; si parlerà di leone rivoltato per dire che è rivolto verso la destra dell'osservatore, di leone lampassato di rosso per quello che ha la lingua colorata in rosso, di leone armato d'oro per quello che ha gli artigli colorati d'oro, di leone coronato per quello la cui testa è sovrastata da una corona, di leone passante per quello che è rappresentato in posizione di cammino e non rampante, di leone bicipite per quello a due teste (rivolte solitamente in direzioni opposte).
Ecco quindi che l'estrema libertà nella rappresentazione grafica viene ad essere strettamente correlata a una estrema rigidità nel linguaggio utilizzato per la blasonatura; ogni parola del linguaggio ha un suo ben preciso ed esclusivo significato e, per contro, è l'unica che può essere impiegata per descrivere quel particolare elemento grafico.
Altro elemento caratteristico del linguaggio araldico è l'irrilevanza delle misure (ogni stemma può essere rappresentato delle dimensioni desiderate) rispetto alla grande importanza delle proporzioni, che sono l'unico mezzo capace di distinguere tra loro elementi che sarebbero altrimenti identici. Una striscia che attraversi orizzontalmente uno scudo viene descritta con parole diverse a seconda delle sue proporzioni rispetto allo scudo stesso: sarà una fascia se è alta un terzo dello scudo, una divisa se diminuita di un terzo, una burella se ulteriormente diminuita fino a consentirne la presenza di 6 o 8 esemplari, e così via.

Partito di rosso e di nero, all'aquila d'oro attraversante
Partito di rosso e di nero, all'aquila d'oro attraversante
Partito di rosso e di verde, alla mazza d'armi d'oro attraversante posta in sbarra
Partito di rosso e di verde, alla mazza d'armi d'oro attraversante posta in sbarra
Di rosso, al leone d'oro.
Di rosso, al leone d'oro.
Di rosso, al leone d'oro.
Di rosso, al leone d'oro.

I primi due disegni sopra riportati si riferiscono entrambi allo stesso stemma, quello di Obernai, città dell'Alsazia francese e sono entrambi assolutamente regolari, pur essendo disegnati su scudi di forma diversa.

Allo stesso modo le due immagini a destra, relative allo stemma della città francese di Colmar, sono del tutto equivalenti, pur presentando due mazze d'armi di diversa fattura.

## Le componenti dello stemma
Uno stemma ha due componenti: il campo e le figure. Il primo rappresenta lo scudo e può essere di un unico smalto (scudo pieno) oppure ripartito in aree distinte, le cosiddette partizioni, di colore diverso. Le seconde sono tutte quelle forme che possono essere disegnate sul campo, in uno o in più esemplari; le figure araldiche, a loro volta, si possono distinguere in figure — immagini reali o inventate di persone, animali, oggetti, ecc. — e pezze — forme geometriche elementari o complesse che non vanno confuse con quelle che compaiono come componenti del campo.

## Lo scudo

### Forma dello scudo

Principali forme dello scudo:
1. scudo francese antico
2. scudo francese moderno (sannitico)
3. scudo ovale (delle dame)
4. scudo a losanga (delle damigelle)
5. scudo da torneo (banderese)
6. scudo italiano (a testa di cavallo)
7. scudo svizzero
8. scudo inglese
9. scudo tedesco (a tacca)
10. scudo polacco
11. scudo spagnolo, portoghese e fiammingo

Lo scudo, supporto materiale del blasone, ha forme diverse secondo il luogo e l'epoca, e può assumere le forme più varie. Théodore Veyrin-Forrer censisce 24 differenti forme degli scudi; Ottfried Neubecker ne presenta più di un centinaio, raggruppati per paese e per epoca, per lo più con datazioni certe (pagine 76-77).
Alcune osservazioni su queste forme:
- lo scudo antico, a tre lati (non rappresentato qui a fianco), era disegnato ritto non sulla punta secondo il modo classico, ma appoggiato sul suo lato destro (all'antica);
- uno degli scudi italiani, ovale, era portato dagli ecclesiastici e, in Francia, dalle donne maritate;
- l'incavatura dello scudo tedesco permetteva di sostenere la lancia.

### Organizzazione dello scudo
|  |  |

Per potersi inquadrare sullo scudo, questo è stato diviso in nove zone dette punti dello scudo. Questi punti sono identificati da nomi, che variano di poco secondo gli autori, eccezion fatta per il «punto centrale» (5), detto anche «cuore» o «abisso».
Due altri punti, citati da tutti, sono il «punto d'onore» (A) e l'«ombelico» (Ω). Ma se per alcuni si tratta di un'area equivalente ai primi, posta a cavallo di 2 zone (cf. disegno), per altri si tratta di punti in senso geometrico, situati al centro delle frontiere 2-5 e 5-8.
Quali che siano gli autori, vi è simmetria di denominazione tra 1 e 3, 4 e 6, 7 e 9 in cui destra per 1, 4 e 7 corrisponde a sinistra per 3, 6 e 9. — In araldica, sinistra e destra sono quelle di chi porta lo scudo.
- Punto 1: canton destro del capo (Duhoux D'Argicourt lo chiama «angolo destro del capo», che designa secondo gli altri autori l'angolo materiale dello scudo);
- Punto 2: punto del capo (numerosi autori lo chiamano semplicemente «capo» ma non confermano tale denominazione nella loro definizione di «capo»);
- Punto 4: punto del fianco destro (stessa osservazione fatta per il capo);
- Punto 7: canton destro della punta (Duhoux D'Argicourt, come per 1, parla di «angolo»);
- Punto 8: punto della punta (la maggior parte degli autori usa solo punta, ma si trova più spesso conferma nella definizione di punta; talvolta si trova piede).

Queste differenze di vocabolario o di definizione non hanno in pratica conseguenze sulla blasonatura, il che probabilmente spiega come mai tali differenze resistano.

### Smalti
Tutti gli elementi che compongono il blasone hanno un attributo di smalto. Si tratta di colori simbolici: così il gueule è rappresentato da un rosso, che si tratti di vermiglio, scarlatto, carminio o altro, e le pellicce sono di fatto delle composizioni bicolori.
Gli smalti sono divisi in tre gruppi: i metalli, i colori e le pellicce (queste ultime chiamate anche "fodere", "foderature", "pelli" o "panni").
Alcuni autori includono tra gli smalti solo i metalli e i colori.
Occorre notare che in alcuni testi i termini smalto e colore sono utilizzati invertendoli tra loro.
Gli smalti sono oggetto di un'importante regola araldica detta «regola di contrasto dei colori».

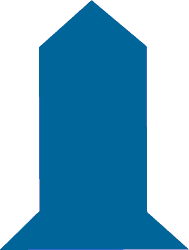
Campanella di vaio

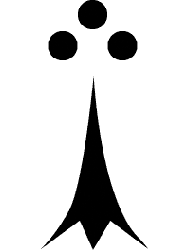
Moscatura d'armellino

### Partizioni
Lo scudo può essere diviso in più parti uguali, secondo linee semplici.
Si chiamano partizioni i diversi modi di dividere lo scudo.
| 1       | 2        | 3         | 4        |
| ------- | -------- | --------- | -------- |
|         |          |           |          |
| partito | troncato | trinciato | tagliato |
Le quattro partizioni di base (partito, troncato, trinciato, tagliato) sono talvolta definite «i quattro colpi guerrieri», benché questi nomi non corrispondano al vocabolario della scherma medievale.
Queste partizioni di base si possono combinare all'infinito.
| 5                     | 6          | 7                     | 8                    |  |
| --------------------- | ---------- | --------------------- | -------------------- |  |
|                       |            |                       |                      |  |
| inquartato in decusse | inquartato | troncato in scaglione | interzato in pergola |  |
In effetti ogni elemento si comporta come uno scudo a parte (e dunque può essere partizionato a sua volta), il che fa sì che spesso si comprendano meglio le partizioni come una unione di più scudi in uno solo, piuttosto che come l'esplosione di uno solo in molti altri.
Gli elementi creati da una partizione sono di dimensioni uguali, ma non hanno lo stesso «prestigio»: sono gerarchizzati secondo la loro posizione: il prestigio diminuisce dall'alto verso il basso, e da destra verso sinistra, e la blasonatura si fa secondo questa gerarchia.
Un uso molto frequente delle partizione è quello di tradurre araldicamente unioni di ogni natura: matrimoni, annessione di feudi, e così via.
Perciò l'unione a due si farà spesso con un partito (che ha l'effetto di comprimere in larghezza le figure e di sottolineare la preminenza del destro, su cui si possono fare ricerche) o ancora molto spesso con un inquartato (che non deforma lo scudo originale e che rappresenta una unione più paritaria: il quarto più prestigioso e quello meno prestigioso per uno, i due intermedi per l'altro). L'unione delle prime due immagini a fianco darà, nel partito e nell'inquartato, le due rappresentazioni sottostanti.
Blasonatura: l'uno: d'azzurro, alla croce ansata d'oro, l'altro: d'oro, al grifone di nero; produce: partito, d'azzurro alla croce… e d'oro al grifone…; e: inquartato, nel 1º e nel 4º d'azzurro, alla croce… e nel 2º e nel 3º d'oro, al grifone… (la nozione più egualitaria è debole: la blasonatura è quasi identica).
La partizione può naturalmente essere solo un elemento nella redazione del blasone, come in quello del comune francese di La Tour-du-Pin, in cui il partito serve solo a delimitare i due scomparti del «rebus» (si veda l'illustrazione precedente).
A queste partizioni, definite semplici, si possono aggiungere il sinistrato e l'addestrato.
Le partizioni costituite da numerosi elementi, come lo scaccato o il rombeggiato o altre ripartizioni, evidenziano più una preoccupazione decorativa, e hanno una funzione simile a quella di una pelliccia che copre l'intero campo.

### Carichi

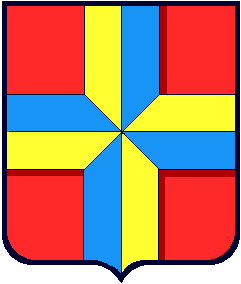
Di rosso, alla croce gheronata d'oro e d'azzurro

Pochi scudi sono di colore uniforme (anticamente «pieno»), la maggior parte sono ornati (caricati) da disegni (carichi) il cui fine tecnico principale è quello di rendere distinguibili univocamente le armi.
Ai motivi geometrici elementari dell'inizio (che hanno costituito il gruppo delle «pezze onorevoli», con posizione sul campo e dimensione convenzionali), si sono venute ad aggiungere un'infinità di figure di ogni sorta: forme geometriche pure, tra cui le pezze ordinarie (o di second'ordine), esseri viventi animali o vegetali, reali o fantastici, oggetti artificiali o naturali.
Il disegno dei carichi è sempre molto stilizzato, talvolta in modo estremo, senza effetti di tridimensionalità o di chiaroscuro (colore a tinta piatta, talvolta con i contorni evidenziati da una linea).
I carichi sono di un solo colore. Ma può succedere che alcuni elementi di un carico complesso siano di un colore differente (ad esempio: un leone rosso con le unghie nere), in questo caso occorre precisarlo con un termine appropriato (leone di rosso, armato di nero).
A differenza delle partizioni (che delimitano delle zone allo stesso livello), i carichi si pongono sul campo o su un altro carico (ecco perché caricano) andando a costituire uno spessore (nelle rappresentazioni accurate, questo spessore è evidenziato da un'ombra prodotta sul campo che carica, con la luce che convenzionalmente proviene dal davanti in alto e a destra, convenzione di luce che si ritrova nel disegno architettonico: si veda, a fronte, l'ombra della croce sul campo).
I carichi possono essere partizionati se sono di grandezza sufficiente e possono essere ornati da altri carichi (a fronte una croce partizionata: gheronata d'oro e d'azzurro).
Fra i carichi più rappresentati, oltre alle pezze onorevoli, si trovano la croce, il leone, l'aquila, il giglio.
Il numero praticamente infinito dei carichi ha spinto un gran numero di studiosi di araldica a proporre delle classificazioni. Attualmente non vi è l'unanimità su nessuna di esse. Poiché queste classificazioni non intervengono nella blasonatura, esse rivestono un interesse essenzialmente teorico.